# Les cinémas Pathé Gaumont
Els cinemes Pathé Gaumont (abans Gaumont Pathé! Cinemas!) És la filial del grup Pathé especialitzada en explotació cinematogràfica. Una empresa fundada el juny del 2001 amb el nom de EuroPalaces opera cinemes a les botigues Pathé i Gaumont. Anteriorment, el 66% era propietat de Pathé i el 34% de Gaumont, les accions de Gaumont van ser adquirides per Pathél'1 de març de 2017, deixant a Pathé el control total dels cinemes del grup.
El primer circuit de cinema de França, Països Baixos i Suïssa, els cinemes Pathé i Gaumont, que també són presents a Bèlgica i Tunísia, compten amb un total de 111 cinemes i 1.091 pantalles el 2018, per a un total de 63,4 milions de teatres. entrades. El mateix any, les vendes van ascendir a 748 milions d'euros.
A França, l'empresa opera 69 cinemes per un total de 773 pantalles el 2017. Ha obtingut 46,2 milions d'ingressos i dona feina a 1.800 empleats.
L'empresa Pathé Gaumont Cinemas ara està dirigida per Aurélien Bosc, que n'és el president.

## Història
Els cinemes Gaumont Pathé es van constituir el 2001 com una empresa conjunta entre les companyies franceses de producció i distribució de pel·lícules Pathé i Gaumont, propietat respectivament de Jérôme Seydoux i Nicolas Seydoux. Gaumont tenia el 34% i Pathé el 66% de les accions de l'empresa conjunta. Durant els primers anys de funcionament, l'empresa es va anomenar Europalaces, però després es va canviar pel nom actual.
Fins al 2010 l'empresa operava diversos cinema a Itàlia, però aquests lloguers estaven tancats a dificultats del mercat italià. El 2010 la companyia va reforçar la seva posició als Països Baixos amb l'adquisició de la cadena Minerva, que es van transformar en cinemes Pathé. El 2014 la sucursal holandesa va millorar la seva posició adquirint el seu competidor CineMec. Aquesta adquisició va incloure l'apassionant cinema a Utrecht i Nijmegen. En contraposició als lloguers Minerva, CineMec va mantenir la seva pròpia marca durant un temps, però Pathé va fallar completament al maig del 2018. El 2015 l'empresa va entrar al mercat del cinema adquirint Cinepointcom, una cadena de cinema que consta de 5 ubicacions a Valònia. L'any 2016 la companyia va comprar les operacions de cinema d'EuropaCorp per 21 milions de dòlars. L'acord incloïa el Cine Aeroville i el projecte de construcció de Marsella.
Al Març del 2017 es va anunciar que Gaumont vendria la seva participació del 34% als cinemes Gaumont Pathé a Pathé per un import de 380 milions d'euros. Gaumont volia centrar-se en la producció i distribució de contingut.
El 18 d'octubre de 2017, Pathé va anunciar que compraríen tres cinema als Països Baixos, dos dels cinemes es troben a la capital de la província de Friesland Leeuwarden i un es troba a Hengelo. La presa de la possessió va finalitzar l'1 de desembre de 2017.
La companyia va anunciar que havia adquirit cinemes Euroscoop, amb 11 lloguers als Països Baixos i a Bèlgica, el 14 de novembre de 2019. Aquest mateix mes es va anunciar que el circuit CineAlpes el va comprar Cinemes de Pathé Gaumont.

## Tecnologies

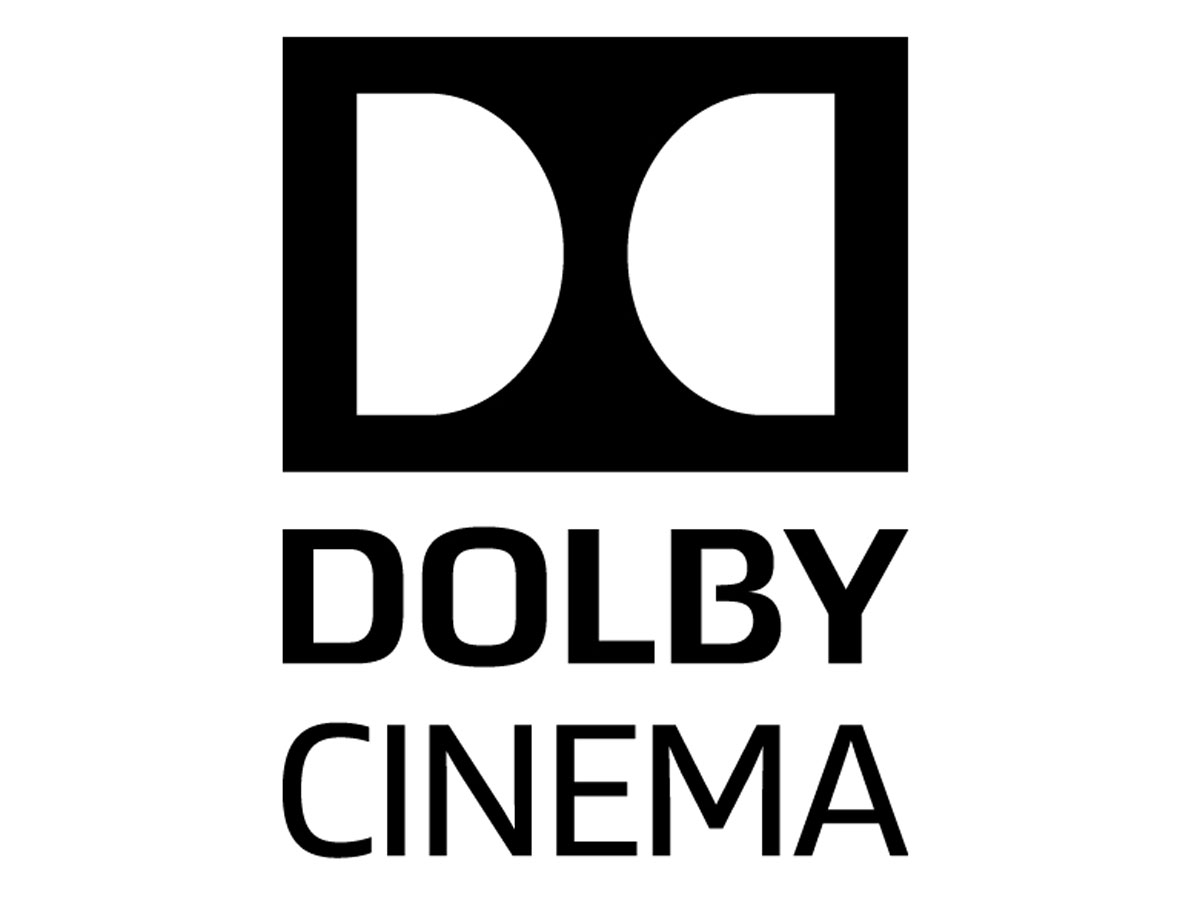
Logo Dolby Cinema

A través dels seus cinemes, l'empresa ofereix diverses tecnologies. Operen diversos lloguers IMAX i al maig del 2017 es comunica que obriran 5 lloguers addicionals, aconseguint el total de 28. L'empresa també col·labora amb Dolby en diverses ubicacions amb diferents tècniques, hi ha diverses ubicacions que presenten Dolby Atmos i el 2017 es va fer públic que obriríen 10 lloguers de cinema Dolby. Set d'aquests lloguers seran a França, on introduiran la tècnica. Les altres tres ubicacions estaran obertes als Països Baixos, ja que la competència Cinemas Vue ja opera dues sales Dolby Cinema.
El 2017 es van associar amb l'empresa coreana CJ 4DPlex per obrir la primera ubicació 4DX a França. Durant el Festival de Cannes, es va anunciar que Les cinémas Gaumont Pathé obriria 30 cinemes 4DX a tot França, Països Baixos, Suïssa i Bèlgica abans del 2020. El 22 de desembre de 2017, CJ 4DPlex va anunciar en un comunicat que ampliaría el seu acord amb Les Cinémas Gaumont Pathé. S'afirma que la companyia va afegir 20 cinemes 4DX addicionals a la part superior dels 30 cinemes originals 4DX, arribant al total a 50. Tots els cinemes 4DX s'obriran el 2020, amb 40 a França, 5 a Països Baixos, 4 a Suïssa i 1 a Bèlgica.
Amb l'obertura de la 500a ubicació 4DX a tot el món a Pathé Belle Épine l'abril de 2018, la companyia va anunciar que ampliarien de nou la seva col·laboració amb CJ 4DPlex amb l'obertura de dos auditoris Screen X a París el juny de 2018. La corporació IMAX va declarar en un comunicat el 12 de juny que reforçarà la seva relació amb Les Cinémas Gaumont Pathé. Ho faran ampliant el nombre total d'ubicacions i també millorant les ubicacions existents al làser IMAX amb la tecnologia de so de 12 canals IMAX. L'ampliació i actualització s'iniciarà el 2018 i totes les ubicacions s'actualitzaran el 2023, convertint Les Cinémas Gaumont Pathé en la primera xarxa multiterritor que es pot alimentar totalment amb làser IMAX.

## Equips de projecció
A finals del 2012, 29 cinemes Gaumont i Pathé van estar equipats amb HFR per a la projecció de The Hobbit: An Unexpected Journey i uns 40 van ser equipats en 4K. El 2012, el Pathé Wepler és el primer cinema francès a equipar el sistema de so Dolby Atmos.
El dimecres 18 d'abril de 2018, els cinemes Pathé-Gaumont van obrir a París una sala que combina tecnologies Screen-X i 4DX. Es tracta d'una projecció de 270 ° (Screen-X) i una experiència de seient mòbil (4DX) que, sincronitzada amb l'acció projectada a la pantalla, ofereix una experiència sensorial millorada.

## Dades financeres
| Any  | Nombre de cinemes | Nombre de pantalles | Entrades (Milions) | País                                                |
| 2018 | 108               | 1 117               | 63,4               | França - Països Baixos - Suïssa - Bèlgica - Tunísia |
| 2017 | 111               | 1 091               | 66,2               | França - Països Baixos - Suïssa - Bèlgica           |
| 2016 | 109               | 1 080               | 66,8               | França - Països Baixos - Suïssa                     |
| 2015 | 110               | 1 051               | 64,5               | França - Països Baixos - Suïssa                     |
| 2014 | 101               | 995                 | 65,7               | França - Països Baixos - Suïssa                     |
| 2013 | 105               | 1 008               | 64,1               | França - Països Baixos - Suïssa                     |
| 2012 | 104               | 983                 | 66,8               | França - Països Baixos - Suïssa                     |
| 2011 | 104               | 969                 | 69,7               | França - Països Baixos - Suïssa                     |
| 2010 | 105               | 967                 | 67,7               | França - Països Baixos - Suïssa - Itàlia            |
| 2009 | 92                | 910                 | 60,8               | França - Països Baixos - Suïssa - Itàlia            |
| 2008 | 89                | 859                 | 54,3               | França - Països Baixos - Suïssa - Itàlia            |
| 2007 | 86                | 834                 | 49,4               | França - Països Baixos - Suïssa - Itàlia            |
| 2006 | 83                | 799                 | 49,1               | França - Països Baixos - Suïssa - Itàlia            |
| 2005 | 74                | 742                 | 46                 | França - Països Baixos - Suïssa - Itàlia            |
| 2004 | 75                | 730                 | 51,2               | França - Països Baixos - Suïssa - Itàlia            |
| 2003 | 76                | 736                 | 47,8               | França - Països Baixos - Suïssa - Itàlia            |
| 2002 | 86                | 785                 | 49,4               | França - Països Baixos - Suïssa - Itàlia            |
| 2001 | 86                | 742                 | 48,8               | França - Països Baixos - Suïssa - Itàlia            |